# Fundu Moldovei
Fundu Moldovei é uma comuna romena localizada no distrito de Suceava, na região de Bucovina. A comuna possui uma área de 175.79 km² e sua população era de 4090 habitantes segundo o censo de 2007.